# Super Scooper
Super Scooper est le surnom donné à certains avions bombardiers d'eau construits par Canadair, détenus en 2009 par Bombardier Aéronautique. La « famille » comprend trois avions : le Canadair CL-215, le CL-215T et le CL-415.